# Callispa fulvipes
Callispa fulvipes is een keversoort uit de familie van de bladkevers (Chrysomelidae). De wetenschappelijke naam van de soort werd in 1935 gepubliceerd door Franz Spaeth.